# 中華人民共和国教育部

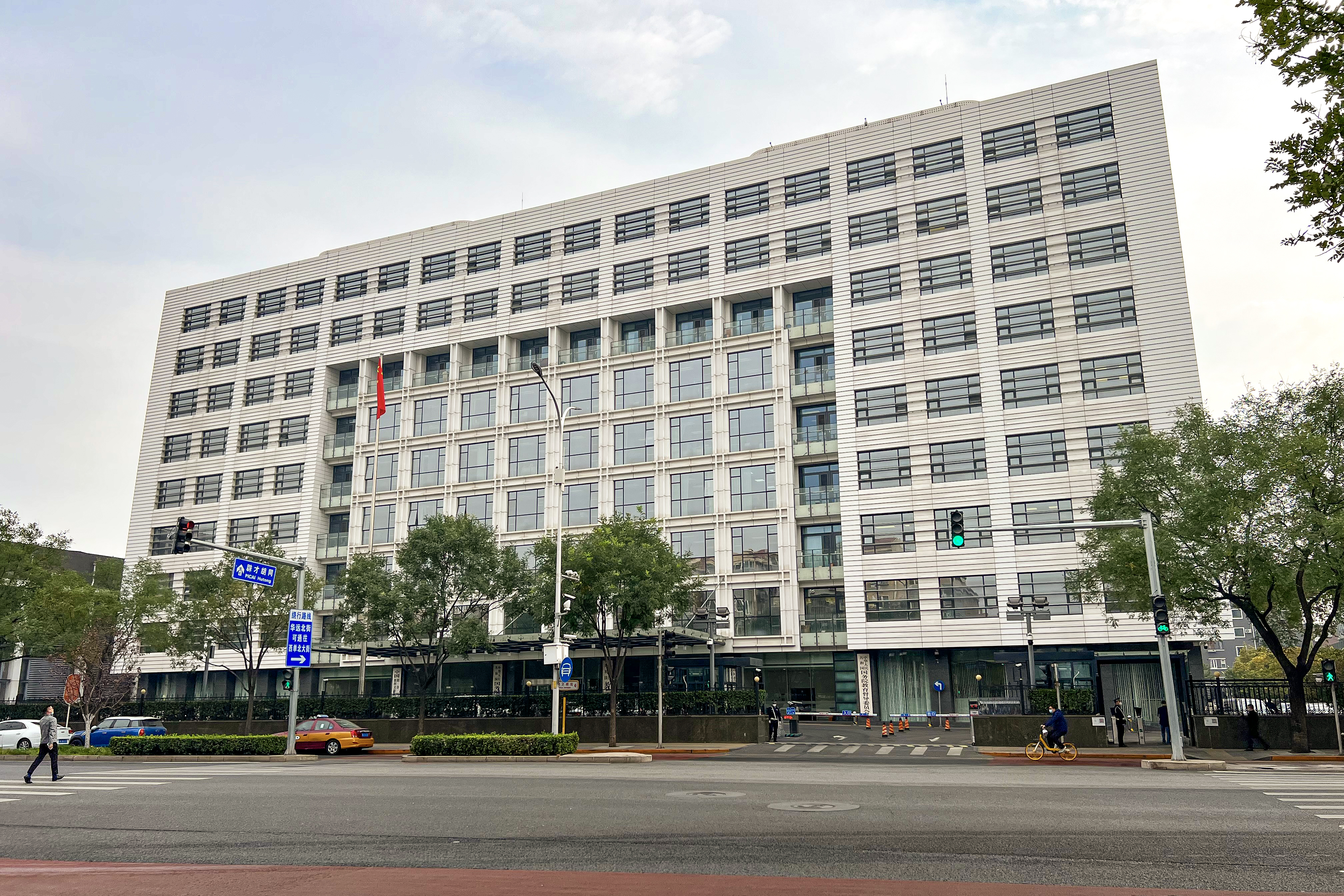
中華人民共和国教育部

中華人民共和国教育部（ちゅうかじんみんきょうわこくきょういくぶ）は、中華人民共和国国務院に属する行政部門。教育、言語、文字事業を管轄する。日本の旧文部省（現：文部科学省）にあたる役所。1949年10月、中央人民政府教育部として発足。1954年9月の国務院設置によって、中華人民共和国教育部に改組。1985年に国家教育委員会として改組されるが、1998年に中華人民共和国教育部として再設置され、今日に至っている。

## 下位機構
18の職能司（日本の庁にあたる）が置かれている。
1. 弁公庁
2. 研究室
3. 発展計画司
4. 人事司
5. 財務司
6. 基礎教育司
7. 職業教育・成人教育司
8. 高等教育司
9. 民族教育司
10. 師範教育司
11. 教育監督指導団弁公室
12. 社会科学研究・政治思想教育司
13. 大学学生司
14. 科学技術司
15. 体育衛生・芸術教育司
16. 言語文字応用管理司
17. 言語文字情報管理司
18. 国際合作・交流司

## 職員
- 部長
- 副部長
- 教育発展研究センター長

## 歴代部長

### 教育部部長
- 馬叙倫
- 張奚若（1954年9月 - 1958年2月）
- 楊秀峰（1958年2月 - 1964年7月）
- 何偉（1964年7月 - 1966年6月）
- 周栄鑫（1975年1月 - 1976年4月）
- 劉西堯（1977年1月 - 1978年3月）
- 蒋南翔（1979年2月 - 1982年5月）
- 何東昌（1982年5月 - 1985年6月）

### 国家教育委員会主任
- 李鵬（1985年6月 - 1988年4月）
- 李鉄映（1988年4月 - 1993年3月）
- 朱開軒（1993年3月 - 1998年3月）

### 教育部部長
- 陳至立（1998年3月 - 2003年3月）
- 周済（2003年3月 - 2009年10月31日[1]）
- 袁貴仁（2009年10月31日[1] -2016年7月2日[2]）
- 陳宝生（2016年7月2日[2] - 2021年8月20日）
- 懐進鵬（2021年8月20日 - 現任）